# Nebuchadnezzar (videogioco)
Nebuchadnezzar  è un videogioco per PC prodotto e pubblicato da Nepos Games il 17 febbraio 2021 su Steam e GOG.com. Prendendo ispirazione dalla serie gestionale City Builder della Impressions Games, tra cui Faraon, il gioco è ambientato nell'antica Mesopotamia.

## Modalità di gioco
La campagna di gioco parte dall'invenzione dell'agricoltura intorno al 10.000 a.C. ed arriva fino alla morte di Nabucodonosor II nel 562 a.C.,  e porta il giocatore a costruire alcune delle più grande città dell'antica Mesopotamia, tra cui Ur, Ninive e Babilonia.

## Sviluppo
Nebuchadnezzar è stato annunciato il 2 novembre 2019 e sarebbe dovuto uscire il 2020. Il 19 novembre 2020 l'uscita è stata rinviata per il 17 febbraio 2021.
Il 7 febbraio 2023, il gioco ha ricevuto un DLC chiamato The Adventures of Sargon, che introduce una nuova campagna ambientata appunto ai tempi di Sargon il Grande. La Sargon Edition include sia il gioco base che l'espansione.

## Accoglienza
Nebuchadnezzar ha vinto il premio come Miglior Soluzione Tecnologica all'edizione 2021 Czech Game of the Year Awards.
Su Metacritic detiene un punteggio di 73/100 in base a 9 recensioni.